# 지방도 제822호선
지방도 제822호선은 전라남도 나주시 노안면 양천리와 대호동 동신대앞 교차로를, 남평읍 남평오거리에서 화순군 동복면 동복삼거리를 잇는 전라남도의 지방도이다.
1983년에는 노선명이 '남평 ~ 한천선'이었으며 1995년 12월 8일 노선을 화순군 동복면까지 연장하면서 '남평 ~ 동복선'으로 변경했다.
2008년 도로현황조서를 기준으로 지방도 제831호선의 나주시 구간을 편입하였다. 그러나 본래 노선과는 연계되지 않는다. 지방도 제831호선 구간은 나주 나들목과 접속하고 있어 무안광주고속도로를 이용할 수 있다.

## 연혁
- 1983년 12월 14일 : 도로 확포장공사를 위해 화순군 도곡면 대곡리 ~ 효산리 2.7km 구간 도로구역 변경[2]
- 1984년 12월 10일 : 도로 확포장공사를 위해 화순군 도곡면 효산리 ~ 나주군 남평면 오계리 6.202km 구간 도로구역 변경[3]
- 1985년 12월 23일 : 기점을 '나주군 남평면 동사리', 종점을 '화순군 한천면 오음리'로 명시하고 도로개량이 완료된 나주군 남평면 오계리 ~ 우산리 7.178km 구간과 화순군 도곡면 평리 ~ 한천면 오음리 13.396km 구간 도로예정지 해제[4]
- 1987년 1월 22일 : 나주군 남평면 남평리 ~ 우산리 7.178km 구간과 화순군 도곡면 평리 ~ 한천면 오음리 13.396km 구간 도로예정지 해제[5]
- 1995년 12월 8일 : 종점을 기존 화순군 한천면 오음리에서 '화순군 동복면 독상리'로 연장함. 이에 따라 노선명을 '남평 ~ 한천선'에서 '남평 ~ 동복선'으로 변경하고 총 연장 38.8km가 됨.[6]
- 1996년 11월 25일 : 국가지원지방도 지정으로 인해 노선 변경[7]
- 1996년 12월 9일 : 1998년 12월까지 평리교(나주시 남평읍 우산리 ~ 화순군 도곡면 평리) 개축공사를 위해 660m 구간 도로구역 변경[8]
- 1997년 8월 20일 : 1999년 7월까지 한천 ~ 남면간 도로(화순군 한천면 반곡리 ~ 등가리) 확포장공사를 위해 3.12km 구간 도로구역 변경, 1998년 7월까지 반곡교(화순군 한천면 반곡리 ~ 동가리) 개수공사를 위해 82m 구간 도로구역 변경[9]
- 1998년 7월 20일 : 1999년 9월까지 한천교(화순군 한천면 금전리 ~ 한계리) 가설공사를 위해 620m 구간 도로구역 변경[10]
- 2000년 2월 11일 : 2006년 1월까지 내리교(화순군 남면 내리) 개축공사를 위해 340m 구간 도로구역 변경[11]
- 2001년 2월 27일 : 지방도 정비공사를 위해 화순군 남면 내리 ~ 용리 600m 구간 도로구역 변경[12]
- 2003년 2월 13일 : 2003년 7월까지 화순 도곡지구(화순군 도곡면 효산리) 개량공사를 위해 100m 구간 도로구역 변경[13]
- 2003년 3월 27일 : 기점을 나주시 남평읍 동사리에서 '나주시 남평읍 교촌리'로 변경함. 이에 따라 총 연장 38.2km가 됨.[14]
- 2005년 7월 5일 : 2006년 12월까지 오룡지구(화순군 남면 장전리 ~ 용리) 개량공사를 위해 120m 구간 도로구역 변경[15]
- 2006년 3월 20일 : 2006년 12월까지 한천지구(화순군 한천면 오음리) 개량공사를 위해 540m 구간 도로구역 변경[16]
- 2008년 4월 18일 : 2010년 12월까지 나주 노안지구(나주시 노안면 영평리) 개량공사를 위해 558m 구간 도로구역 변경[17]
- 2009년 1월 28일 : 2010년 12월까지 화순 장전지구(화순군 남면 장전리) 개량공사를 위해 200m 구간 도로구역 변경[18]
- 2010년 7월 13일 : 2015년 5월까지 나주IC ~ 동신대간 도로(나주시 노안면 양천리 ~ 대호동) 확포장공사를 위해 6.72km 구간 도로구역 변경[19]
- 2011년 6월 3일 : 2011년 10월까지 화순 장전지구(화순군 남면 장전리) 개량공사를 위해 200m 구간 도로구역 변경[20]
- 2013년 9월 23일 : 화순군 한천면 반곡리 1.28km 구간 개통, 기존 화순군 한천면 반곡리 120m 구간 폐지[21]
- 2014년 7월 10일 : 2016년 12월까지 빛그린국가산단진입도로(나주시 노안면 양천리) 개설공사를 위해 900m 구간 도로구역 변경[22]
- 2015년 4월 16일 : 나주IC ~ 동신대간 도로 공사 기간을 2018년 12월까지로 연기[23]
- 2020년 2월 19일 : 빛그린국가산단진입도로(나주시 노안면 양천리) 900m 구간 확장 개통[24]
- 2020년 2월 27일 : 나주IC ~ 동신대간 도로(나주시 노안면 양천리 ~ 대호동) 6.72km 구간 확장 개통, 기존 나주시 노안면 영평리 290m 구간 폐지[25]

## 주요 경유지

### 구지방도 제831호선노선
- 나주시
  - 노안면 양천리 - 나주 나들목(양천 교차로) - 오정리 - 안산리 - 용산삼거리 - 용산교 - 금안리 - 영평리
  - 대호동 동신대앞 교차로(동신대학교)

### 본래 노선
- 나주시
  - 남평읍 남평오거리 - 남평읍소재지 교차로 - 남평초등학교 - 서산리 - 오계리 - 남평읍오계리 교차로 - 광탄교 - 남평읍우산리 교차로 - 평리교

- 화순군
  - 도곡면 평리교 - 평리 - 도곡면평리 교차로 - 호산삼거리 - 효산리 - 도곡농공단지 - 대곡리
  - 능주면 능주소방서 - 석고 회전교차로 - 관영리 - 능주역 - 잠정리 - 능주가도건널목 - 한천교
  - 한천면 한천교 - 모산 교차로 - 모산삼거리 - 금전리 - 한천교 - 한천 교차로 - 한천면사무소 - 제2한계교 - 오음교 - 오음리 - 제2오음교 - 한천자연휴양림 - 돗재 - 반곡리 - 반곡교 - 동가리 - 한천면정우리 교차로 - 원동교
  - 사평면 원리 - 화순사평중학교 - 남면벽송리 교차로 - 제2벽송교 - 남면사평리 교차로 - 사평초등학교 - 원진 교차로 - 장전리 - 오룡교 - 용리 - 용리교 - 내리 - 내리교
  - 동복면 연둔리 - 한천리 - 한천교 - 화순동복중학교 - 동복 교차로 - 독상리 - 동복삼거리

## 중복 구간
- 화순군 도곡면 도곡면평리 교차로 ~ 호산삼거리 : 지방도 제817호선과 중복

## 도로명
- 나주시 노안면 양천리 ~ 대호동 동신대앞 교차로 : 노안삼도로
- 나주시 남평읍 남평오거리 ~ 화순군 능주면 석고 회전교차로 : 지석로
- 화순군 능주면 석고 회전교차로 ~ 한천면 모산삼거리 : 학포로
- 화순군 한천면 모산삼거리 ~ 반곡교 남단 : 죽헌로
- 화순군 한천면 반곡교 남단 ~ 사평면 남면벽송리 교차로 : 외남로
- 화순군 사평면 남면벽송리 교차로 ~ 남면사평리 교차로 : 사호로
- 화순군 사평면 남면사평리 교차로 ~ 동복면 동복삼거리 : 김삿갓로